# Tryntje Helfferich
Tryntje B. Helfferich (* 16. Mai 1969 in Alaska) ist eine US-amerikanische Historikerin.

## Leben
Tryntje Helfferich wuchs in Ester, Alaska nahe dem Mount McKinley auf. Sie schloss ihr Bachelorstudium in Geschichte 1991 am Pomona College ab. 1996 folgte ihr Masterabschluss an der University of New Mexico. Mit dem Esmé Frost Fellowship wurde sie 2001 von der University of California, Santa Barbara ausgezeichnet, wo sie 2003 ihren Ph.D. erhielt. Aktuell ist sie Associate Professor an der Ohio State University. Thematisch konzentriert sie sich hauptsächlich auf Europäische Geschichte in der Frühen Neuzeit, insbesondere die Reformation und den Dreißigjährigen Krieg.

## Werke (Auswahl)
- The Thirty Years War: A Documentary History (2009)
- On the Freedom of a Christian (2013)
- The Iron Princess: Amalia Elisabeth and the Thirty Years War (2013)